# Тейт, Сильвия
Си́львия А́гнес Софи́я Те́йт (англ. Sylvia Agnes Sophia Tait; 8 января 1917, Тюмень, Россия — 23 февраля 2003, Дорсет, Англия), урождённая Вардропер, в 1941—1956 годах известная как Сильвия Си́мпсон (Sylvia Simpson) — английский биохимик и эндокринолог происхождения, член Лондонского Королевского общества с 1959 года. Совместно со своим мужем Джеймсом Тейтом, принимала активное участие в изучении стероидов надпочечниковых желез, что привело к открытию нового гормона альдостерона. Вместе Тейты установили структуру альдостерона и его физико-химические свойства.

## Биография
Сильвия Вардропер родилась 8 января 1917 года в Тюмени. Её отец, Джеймс Вардропер, был шотландским агрономом и торговцем, а мать, Людмила, русского происхождения имела диплом об окончании Московского университета. Джеймс и Людмила Вардроперы удочерили русскую девочку Пашу, которая была старше Сильвии и участвовала в воспитании сводной сестры. Сильвия никогда не видела родителей своей матери и знала о них мало.
В 1920 году Вардроперы переехали в Илинг (Лондон), где Сильвия посещала среднюю школу округа Илинг для девочек. Особое внимание она уделяла французскому, латыни и немецкому языкам.
В школе Сильвия была хорошим игроком в нетбол, пока не повредила хрящи коленного сустава. Это происшествие вынудит её перенести нескольких довольно серьезных операций на колене, и до конца жизни эта травма будет причинять ей неудобства.
До Второй мировой войны Сильвия несколько раз ездила в Германию к родственникам, где совершенствовала владение немецким языком. Кроме того, она владела довольно свободно и русской речью.
После окончания школы изучала немецкий язык в Королевском колледже Лондона. Затем перевелась в Университетский колледж Лондона, где в 1939 году получила первую квалификацию по научным дисциплинам и диплом с отличием по зоологии.
В 1940 году она вышла замуж за однокурсника Университетского колледжа Энтони Симпсона, лейтенанта Королевских военно-воздушных сил Великобритании. В 1941 году, вскоре после получения креста за Летные боевые заслуги, он погиб в бою в Норвегии.
Ранний период карьеры Сильвии Симпсон в Курто совпал с бомбардировкой Лондона ракетами Фау-1 и Фау-2 (первая Фау-2 взорвалась рядом с дорогой Тотнем Корт Роад), и она принимала полноценное участие в выполнении воздушно-рейдовых обязанностей .
В 1956 году Сильвия второй раз вышла замуж за Джеймса Тейта.
В последние годы жизни у Сильвии Тейт развилась болезненные язвы на ногах и болезнь сердца. Она умерла от почечной и сердечной недостаточности в больнице Лаймингтон (Гэмпшир), 28 февраля 2003 года. Её тело было кремировано, прах помещён на кладбище Лимингтон.

## Научная деятельность
В 1941 году Сильвия Симпсон совместно с научной группой Д. З. Янга в Оксфорде занималась исследованиями нервной регенерации. С 1944 года работала в институте биохимии Курто при Мидлсекской больнице в Лондоне, в качестве помощника П. С. Уильямса, а после его ухода взяла на себя его обязанности. В институте она совместно с К. Ч. Доддсом, В. Лоусоном и П. К. Уильямсоном занималась исследованиями синтетических анальгетиков в качестве альтернативы опиантам и эстрогенами. В институте биоанализы эстрогенов проводились, как правило, под её руководством, в том числе и изучение биопроб синтетических эстрогенов, а также выделение и идентификация генистеина, эстрогена австралийского клевера, что впоследствии сыграет очень важную роль в успешной новаторской работе о генистеине сэра Роберта Робинсона в Оксфордском университете.
В 1948 году Сильвия Симпсон совместно с врачом Б. Льюисом и медицинским биофизиком Джеймсом Тейтом стала исследовать влияние минералокортикоидов на выделение ионов натрия с использованием радиоактивных изотопов из организмов адреналэктомированных крыс. Сильвия Симпсон использовала количественные методы, включая анализ отклонений, для представления результатов экспериментов, что было сопряжено с довольно трудоемкими вычислениями. Зоологическое образование Сильвии имело решающее значение в организации экспериментов на животных, в частности, на тех, которым вкалывали стероидные препараты. Результатом трехлетней работы стала разработка чувствительного, специфичного и надежного биотестирования, которое позже применялось другими научными группами, а том числе и в клинике Мейо Х. Л. Мэйсоном и В. Р. Маттоксом.

### Открытие альдостерона
Сильвия и её коллеги выделили неизвестное биологически активное соединение, названное «электрокортином», и исследовали его, используя ультрафиолетовую спектроскопию и хроматографические системы Буша. Была установлена структура «электрокортина», его химические свойства, а также выяснена его биохимическая гормональная функция в надпочечниках. Применение меченных изотопной меткой соединений позволило научной группе изучить метаболизм альдостерона (переименованного «электрокортина»). Кроме того, было установлено, чтобы минералокортикоиды и позднее открытые 16-кислородсодержащие стероиды способствуют выведению солей из организма. Результаты данных исследований были опубликованы в журнале Nature «Выделение высокоактивных минералокортикоидов из экстрактов надпочечников быка» в 1952 году.
В 1958 году Сильвия и Джеймс Тейты переехали в США и стали работать совместно с Г. С. Пинкусом над уменьшением побочных эффектов пероральных контрацептических препаратов в Вустерском институте экспериментальной биологии. Применялись методы конкурентного анализа для определения концентрации стероидов в периферической плазме с помощью меченного ангидрида уксусной кислоты и оценки их метаболического коэффициента очищения. Также в ходе исследований было установлено, что андростендион представляет собой предшественник эстрогенов. Этот факт имел важное значение при определении местных концентраций тестостерона у молодых женщин.
В 1960-х годах Тейты работали на кафедре физиологии университета Мельбурна с научной группой, возглавляемой Д. Дентоном. Исследования биосинтеза альдостерона проводились in vivo в организме у овец с нормально функционирующими трансплантированными надпочечниками. При изучении диспергированных клеток различных зон надпочечников была разработана надежная методика с использованием коллагеназы для производства изолированных клеток из кусочков надпочечников крысы. Ведущая роль в этих исследованиях принадлежит Сильвии Тейт, руководившей почти всей экспериментальной работой.
В 1970 году Тейты вернулись в медицинскую школу при Мидлсекской больнице, где Сильвия продолжила заниматься клетками надпочечников. Были разработаны методики получения очищенного биоматериала надпочечников крыс, а позже и морских свинок, с помощью гравитационной седиментации.
В 1982 году Тейты приняли решение покинуть Мидлсекс, однако они продолжали свои исследования дома в Восточном Болдре в Нью-Форестеи последующие 12 лет установили механизмы действия раздражителей, таких как АКТГ, α-МСГ, серотонина, ионов кальция и калия на синтез стероидов в различных зонах надпочечников. Будучи на пенсии в Восточном Болдре в Нью-Форесте (Гэмпшир), Тейты продолжали публиковать научные работы и рецензии, делиться своим мнением и опытом. Последняя совместная работа Тейтов была написана в сотрудничестве с Джоном Когхланом и представлена на встрече в Лондоне, посвященной 50-летию открытия и определения альдостерона.
У тех, кто сотрудничал с Сильвией, остались теплые воспоминания о её энтузиазме, ответственном планировании экспериментов, прямом и объективном анализе данных. Как правило, в научных вопросах она сохраняла равноправное партнерство, а также приветствовала обсуждения и дискуссии.

## Основные научные публикации
- S. A. S. Simpson, J. F. Tait «Dose response studies of the effect of deoxycorticosterone acetate (DOCA) on the sodium excretion of adrenalectomized rats» // Endocrinology. 1950. V. 47, P. 308—310.
- S. A. S. Simpson, J. F. Tait «Physico-chemical methods of detection of a previously unidentified adrenal hormone» // Mem. Soc. Endocrinol. 1953. V. 2, P. 9-24.
- S. A. S. Tait, P. J. Ayres, O. Garrod, J. F. Tait, G. Walker, W. H. Pearlman «The use of 16-3H aldosterone in studies on human peripheral blood». // Ciba Found. Colloq. Endocr. Horm. Blood. 1957. V. 11, P. 309—326.
- S. A. S. Tait, J. Bougas, B. Little, J. F. Tait & C. Flood «Splanchnic extraction and clearance of aldosterone in subjects with minimal and marked cardiac dysfunction» // J. Clin. Endocrinol. Metab. 1965. V. 25. P. 219—228.
- S. A. S. Tait, J. F. Tait «The effect of plasma protein binding on the metabolism of steroid hormones» // J. Endocrinol. 1991. V. 131. P. 339—357.